# Lista de presidentes do Coritiba Foot Ball Club
Aqui segue uma lista com todos os presidentes do Coritiba Foot Ball Club, clube desportivo da cidade de Curitiba, PR.

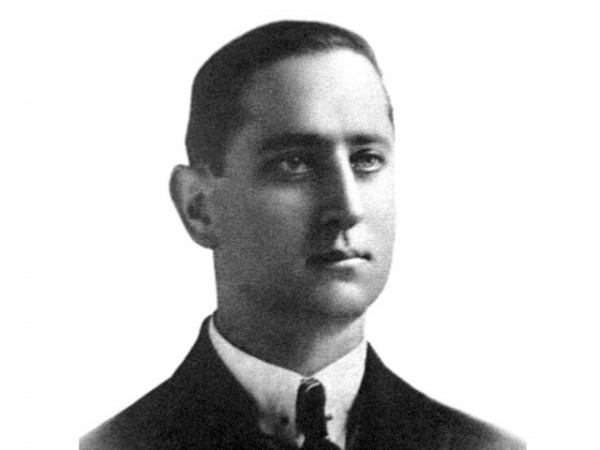
Frederico "Fritz" Essenfelder